# Pot masti
Pot masti, tudi Pot Oolichan je tradicionalna trgovska pot po kateri so vozili maščobo rib (Thaleichthys Pacificus), ki se je uporabljala kot maslo na ameriškem severozahodu. Bila je zelo želena dobrina, s katero se je trgovalo po vsej Britanski Kolumbiji, Jukonu, v Washingtonu in Oregonu, kot tudi na vzhodu. Njena prednost je bila, da je za razliko od kateregakoli drugega ribjega olja, bila trdna in jo je bilo zato mogoče prevažati na dolge razdalje. Zato so jo obalni prebivalci kot Tsimshiani, Tlingiti, Haidi, Kwakwaka'wakwi in obalni Salishi pridobivali ne le zase, ampak tudi za zaledje. Nastalo je prostrano omrežje trgovskih poti med pacifiško obalo in notranjostjo Britanske Kolumbije. Glavno ribolovno območje je ustje reke Nass, kjer se je na tisoče Indijancev srečalo v februarju in marcu, da bi napolnili zaloge tega pomembnega osnovnega živila.
Trgovina se je soočala z ogromnimi geografskimi ovirami, saj so obsežna visoka gorovja, ki se raztezajo vse do obale, težko prehodna. Druga ovira je bila izredna jezikovna razdrobljenost v regiji. V Britanski Kolumbiji so govorili 25 jezikov iz šestih jezikovnih družin. Tako je nastal ob poteh sistem prevajalcev.
V 18. stoletju se je začela trgovina s krznom, ki je izkoriščala sistem Poti masti. Alexander MacKenzie ali Simon Fraser sta na svojih dolgih vožnjah pogosto uporabljala prevajalce. Ta skrajna odvisnost od delavcev, poti, prevajalcev in logistični sistem poti, se je nadaljeval v obdobju okoli 1770-1850. To je posledica dejstva, da so na tem velikem območju živeli skoraj samo Indijanci. 1824 je George Simpson iz Hudson Bay Company ugotovil, da je v okrožju Kolumbija, to je v današnjem območju Britanske Kolumbije, Washingtona in Oregona skupaj živelo le 151 častnikov in mož. Tudi leta 1855 je bilo še vedno manj kot tisoč belcev na otoku Vancouver in okoli Puget Sound. Število avtohtonih prebivalcev je bilo verjetno 70 do 100 -krat višje. 
Riba sveča (Thaleichthys pacificus) se je jedla tako surova kot kuhana. George Dawson je poročal leta 1876, da je videl »indijanske ženske kuhati ribje glave v lončkih kvadratne oblike«, katerih stene so bile 3/8 palca debele. Za ta namen so dale segrete kamne v vodotesne lončke in jih nataknile na dolge palice. Posneto mast so pakirali v lesenih posodah, kjer je bila dobro ohranjena in pripravljena za prevoz. Prevoz so izvajali prek plovnih poti, peš, pogosto s konji.
Nadzor poti je obstajal, tako kot pri vseh pomembnih gospodarskih poteh, in zanj so se pogosto borili. NA eni glavnih nadzornih točk, Tsimshian, sredi ozemlja Gitxsan, so našli zgodovinsko naselje Gitwangak Battle Hill. Utrjena vas je obstajala med (pred) leta 1700 in okoli 1835. Nadzorovali so več kot 60 km dolg odsek Poti masti, ki sta jo povezovali reki Nass in Skeena. Kitwankool Pot masti je nato povezala vasi Gitxsan pri ustju reke Nass, glavnem ribolovnem območju rib sveč.
Ko so Evropejci začeli trgovati ob obali, se je obseg blaga bistveno spremenil. Evropsko blago kot so bile odeje, bombaž, vrči, sekire in noži, pasti, pištole in druga kovinska oprema, kot tudi kava, čaj, moka in tobak. Indijanci so nosili poleg ribje maščobe užitne morske haloge, košare iz lesnih vlaken, školjke, ki so bile narejene kot nakit, sužnjev, suho meso, kože in krzno, jagode in plodove prerijske lilije, pa tudi odeje iz pasje dlake, morske trave, iz drevesnih vlaken in drugih živalskih dlak.
Nekatere Poti masti so še vedno delno dobro ohranjene in so še naprej, čeprav za druge namene, uporabne. To so nekateri deli od 450 km dolge Alexandrove MacKenzie Heritage Trail (tudi Nuxalk Carrier Grease Trail ali Nuxalk-Carrier Route), Chilkoot in Cheslatta Trail, Dalton Trail in Nyan Wheti.
V primeru Alexandrove MacKenzie Heritage Trail, ki je bila v uporabi že tisočletje pred Nuxalk in južnejšo Dakelh kot Pot masti, so se prvotni narodi upirali imenovanju poti po Evropejcu, ki je šel samo enkrat po njej. Pojavile so se oznake poti in smerokazi dodatno na Nuxalk Carrier poti. Pot je namenjena prikazu štirih zgodovinskih in sodobnih vidikov in sicer vlogo britanskih raziskovalcev, arheologijo in zgodovino narave, kakor tudi razmerje med prvotnimi narodi, ki so poti gradili in jih uporabljali skozi tisočletja. Ti štirje vidiki so bili leta 1985 določeni v sporazumu o sodelovanju med vlado in prvotnimi prebivalci.